# Porte d'Arras (Douai)
La porte d'Arras est un monument fortifié, vestige des anciens remparts de la ville de Douai dans le département du Nord
Elle fait l’objet d’une inscription au titre des monuments historiques depuis le 2 novembre 1945.
Généralement datée du début du XIVe siècle, elle est constituée d'un châtelet à deux tours rondes en grès flanquant le passage d'entrée. Un corps de bâtiment était autrefois accosté à sa gorge.
D'abord édifiée en bois, elle fut la première porte réédifiée en maçonnerie. À quelques mètres à droite en sortant de la ville, on aperçoit les restes (XVIIIe siècle) de l'avant-porte.

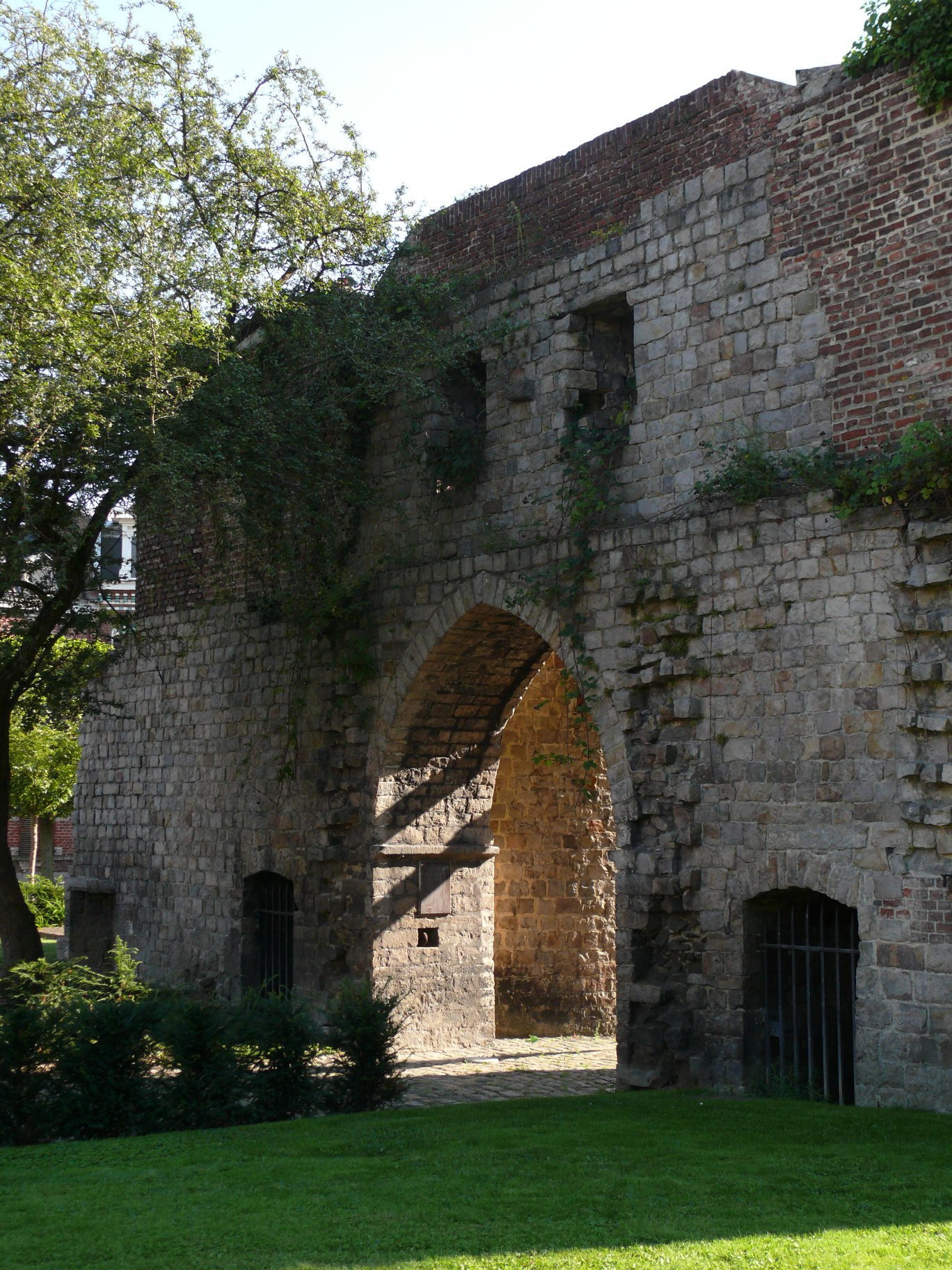
Face Nord-Est
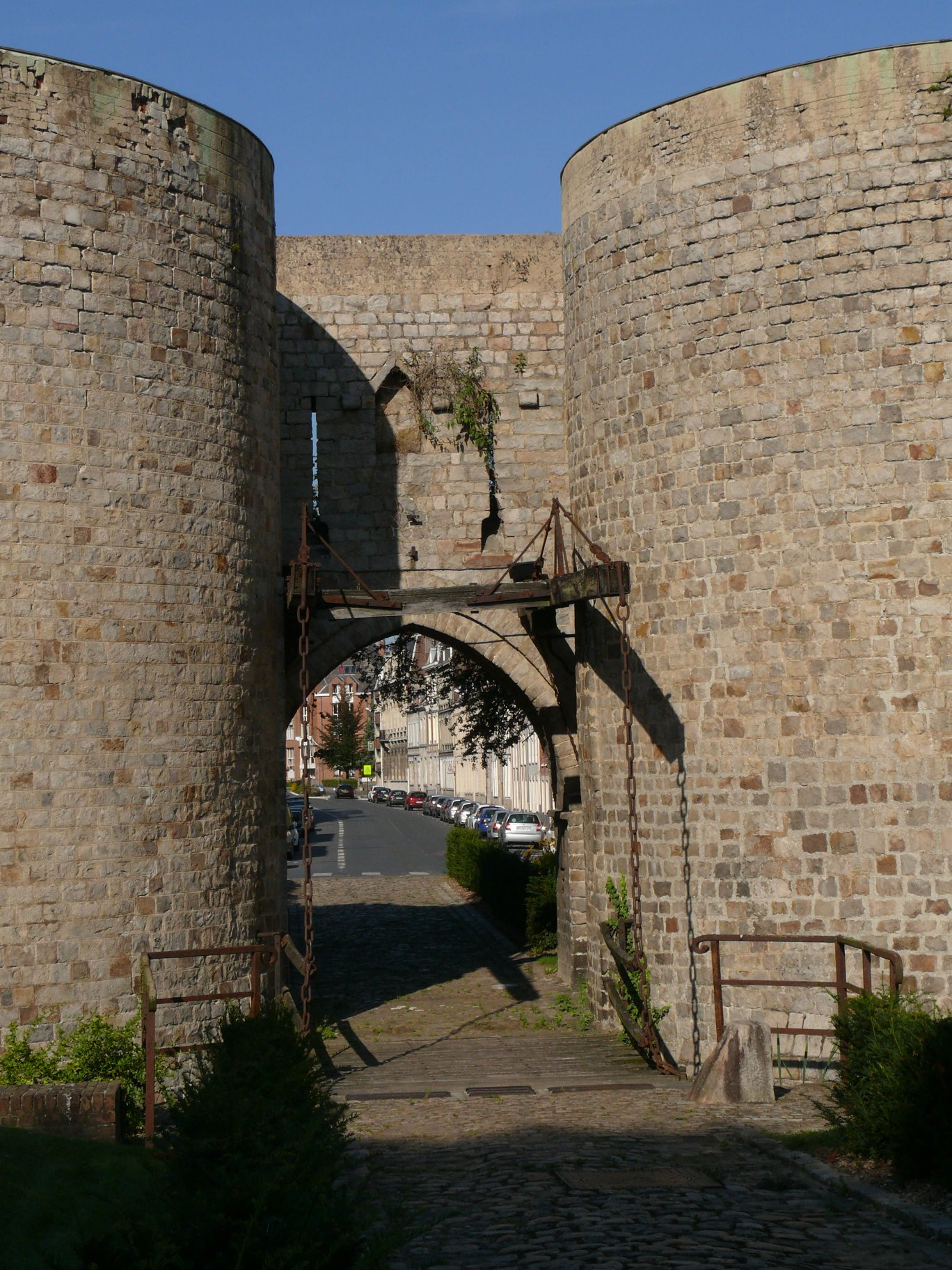
Face Sud-Ouest